# Paracalliactis valdiviae
Paracalliactis valdiviae is een zeeanemonensoort uit de familie Hormathiidae.
Paracalliactis valdiviae is voor het eerst wetenschappelijk beschreven door Carlgren in 1928.